# Retrato de Lorenzo de la Hidalga
El Retrato de Lorenzo de la Hidalga es una pintura al óleo realizada por Pelegrín Clavé en 1851 y que se expone en el Museo Nacional de San Carlos de México. Forma pareja con el retrato de la esposa del arquitecto (Retrato de Ana García Icazbalzeta de la Hidalga) y fueron donados por la Lotería Nacional de México en 1990.
En el cuadro, el pintor, buen amigo de Lorenzo de la Hidalga, arquitecto vitoriano establecido en México, le representa apoyado en una consola, con una maqueta de la Capilla del Señor del templo de Santa Teresa, reconstruida por De la Hidalga.